# سجن رومية
سجن رومية، هو أكبر السجون اللبنانية يقع في رومية، قضاء المتن، شرق بيروت. عادة ما يضم السجن حوالي 5.500 سجين ويعتبر من السجون المكتظة للغاية. يأوي السجن السجناء والمسجونين احتياطياً. وفيه أقسام منفصلة للأحداث، للنساء والرجال.
على الرغم من أنه يعتبر واحداً من أفضل المرافق الإصلاحية في لبنان، إلا أن سجن الرومية لا يزال يفقتد المتطلبات الدنيا التي تتماشى مع معايير الأمم المتحدة.

## التأسيس والبداية
بني السجن في أواخر الستينيات، وافتتح عام 1970 بطاقة استيعابية تبلغ نحو 1500 سجين، إلا أن هذا العدد تتضاعف وبلغ أكثر من 5500 سجين عام 2008.

## أحداث

### تمردات
- شهد سجن رومية تمردا عام 1998 وآخر تمرد جرى في أبريل 2008. في 15 أغسطس 2012 أثناء الثورة السورية 2011-2012 قام السجناء اللبنانيين في سجن رومية باحتجاز السجناء السوريين.[3]
- في 7 أبريل 2011، نشب تمرد في أحد أقسام السجن وتسلح السجناء بالسكاكين واحتجزوا خمسة حراس كرهائن. أعلن مسئولوا الأمن أن الاحتجاجات الأولى أشعلها الاحتجاز غير العادل للمعتقلين والمعتقلين الذين برأتهم العدالة اللبنانية بالإضافة إلى سواء ظروف الاعتقال. تم احتواء التمرد بعد وصول قوات الأمن إلى تسوية مع المعتقلين.[4]

### اقتحام المبنى ب
في 12 يناير 2015، قامت قوات الأمن اللبنانية باقتحام المبنى بالخاص بالسجناء الإسلاميين في سجن رومية، شرق بيروت، حيث وقعت صدامات بين الطرفين. وحسب بيان وزارة الداخلية فقد قامت قوات الأمن بأعمال شغب وإشعال الحرائق احتجاجاً على الإجراءات الأمنية التي تنفذها العناصر المولجة حراسة السجن.
كما أضاف البيان أن الخطة تأتي استكمالاً للخطة الأمنية العامة التي تنفذ على مختلف الأراضي اللبنانية وسجن رومية جزء منها، ولا سيما بعد أن تبين أن هناك ارتباطاً لعدد من السجناء بالتفجيرين الإرهابين الذي وقع في منطقة جبل محسن والذي وقع في مطلع يناير 2015.

## وصلة
- رومية إن حكى

## مرجع
- "سجن رومية مصنع للجريمة"، جريدة الأخبار ، 22 تشرين الأول 2007.